# Italiens deputeradekammare
Deputeradekammaren (Camera dei Deputati) är en av de två kamrarna, underhuset i det italienska parlamentet. Kammaren, som samlas i Palazzo Montecitorio, består av 400 platser, varav 8 utses av italienare bosatta i utlandet.

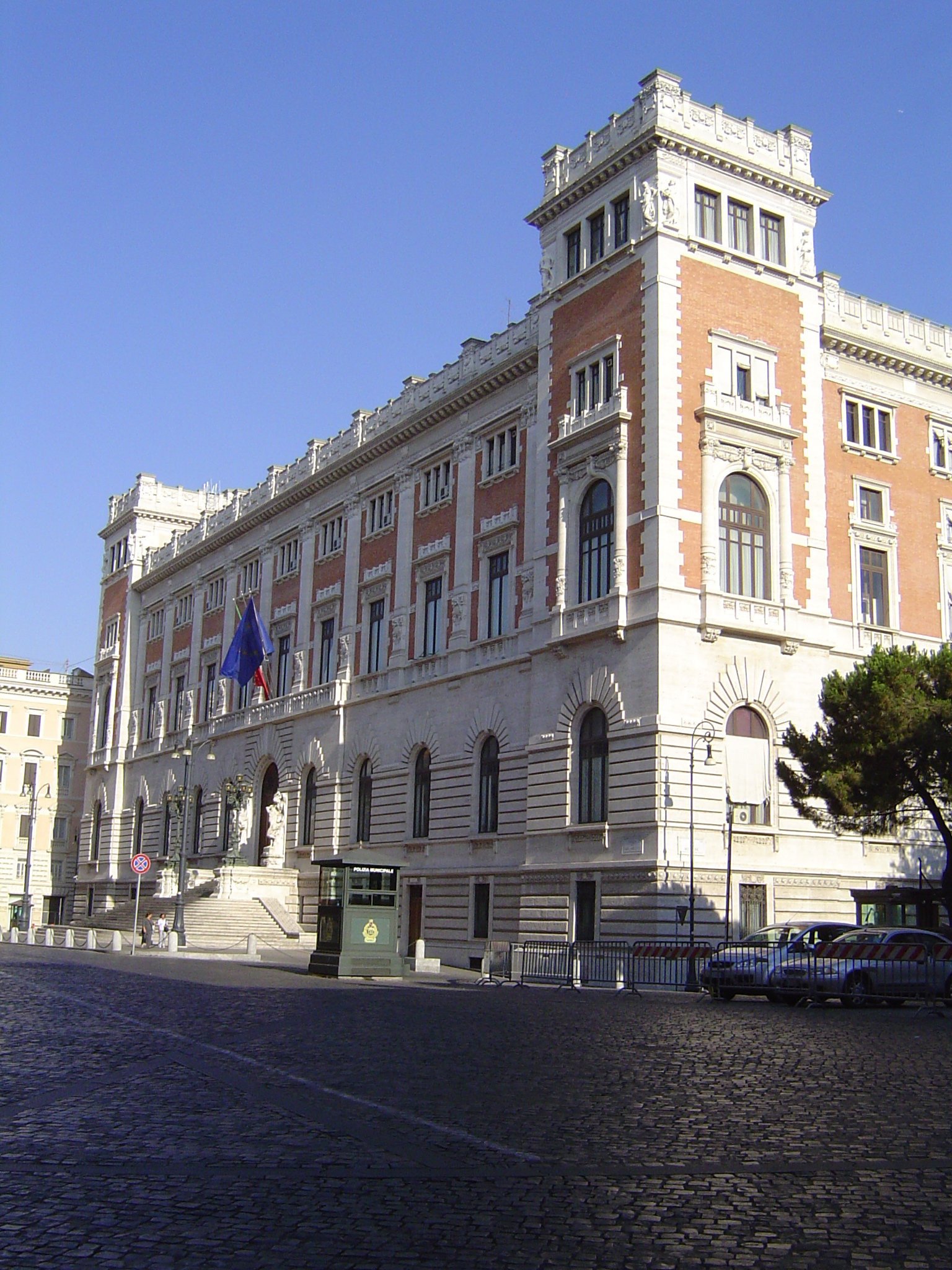
Baksidan av Palazzo Montecitorio, formgiven av arkitekten Ernesto Basile
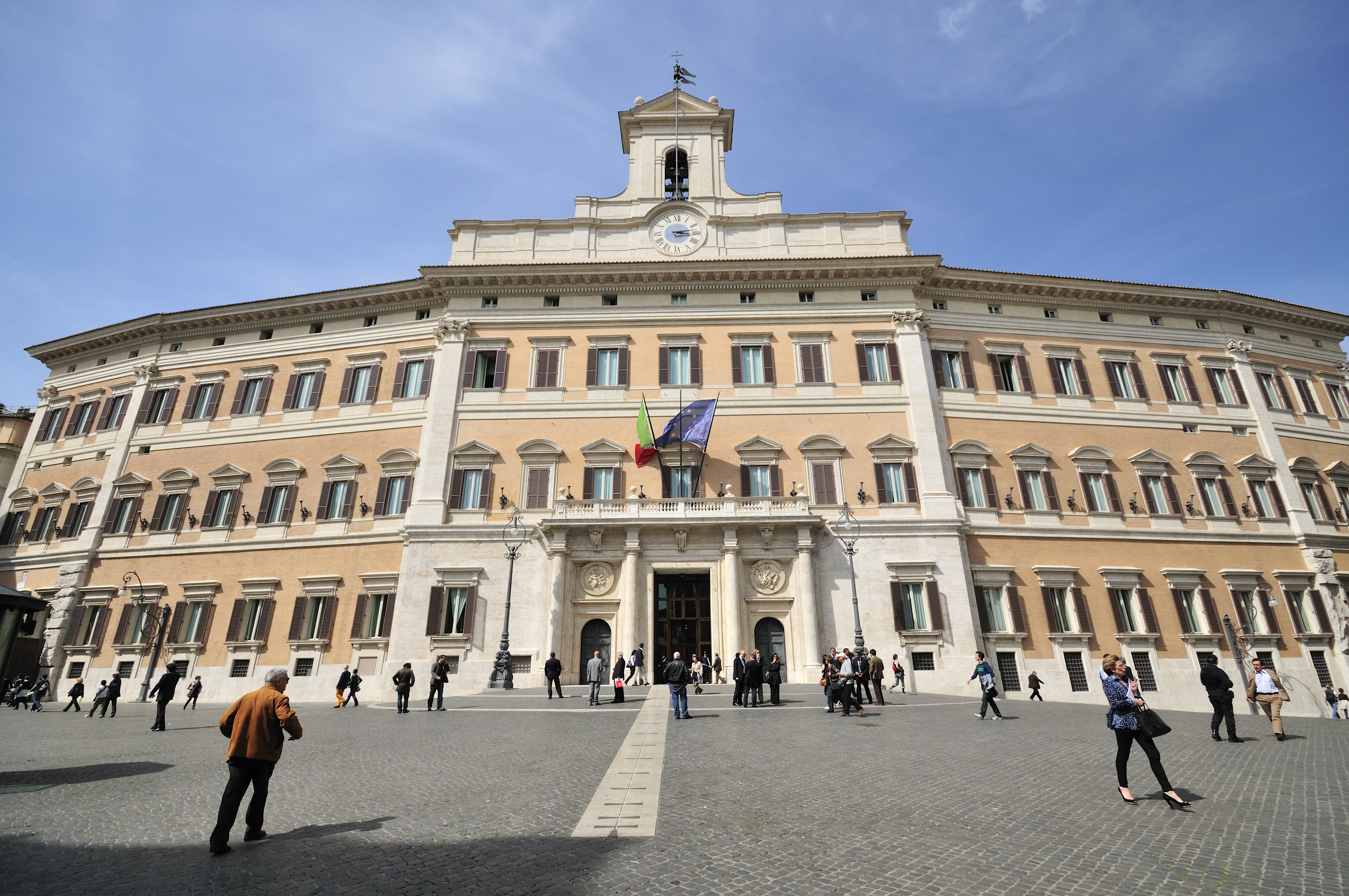
Palazzo Montecitorios framsida
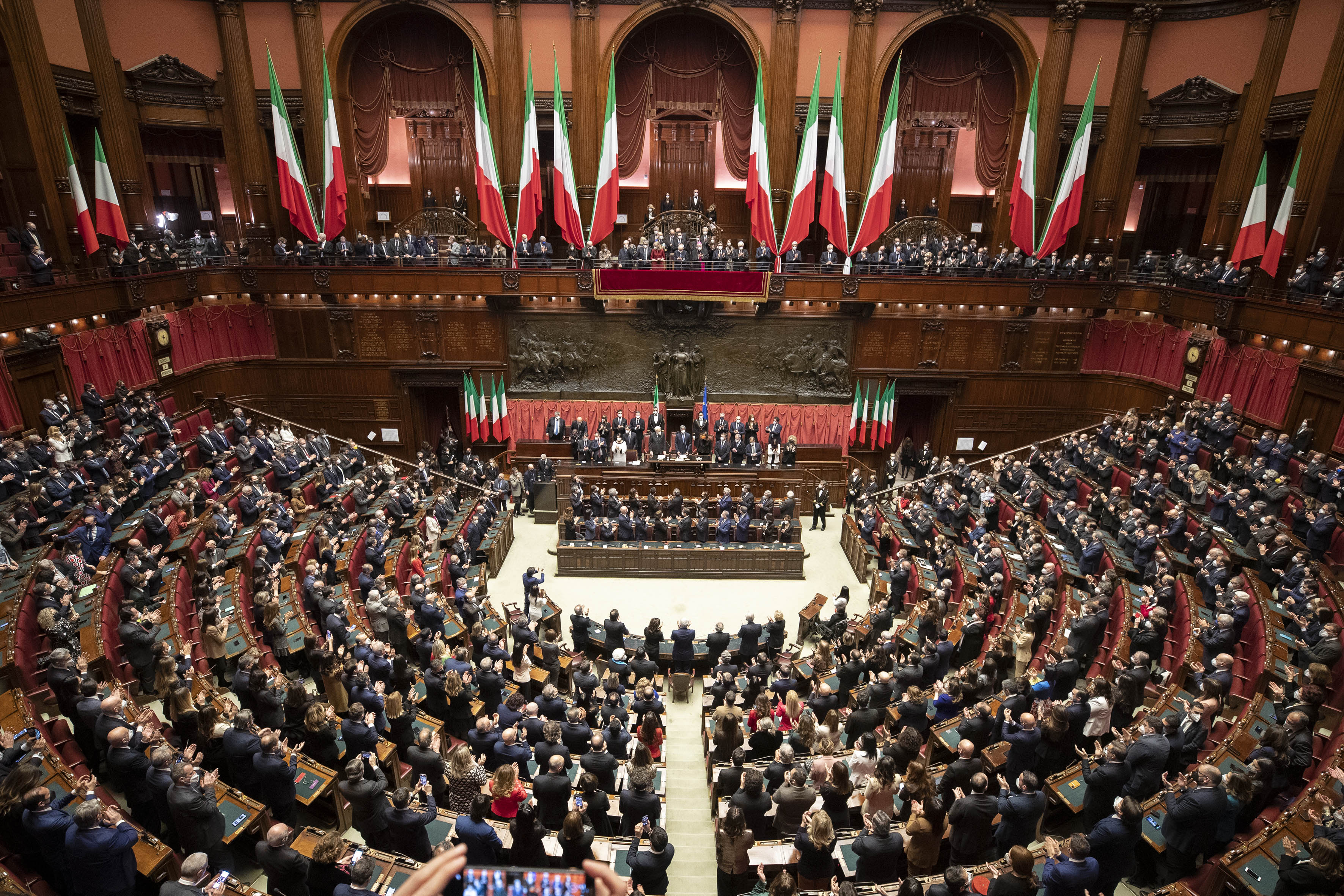
Aula Monteciori inuti Palazzo Montecitorio